# Tricarpelema africanum
Tricarpelema africanum är en himmelsblomsväxtart som beskrevs av Robert Bruce Faden. Tricarpelema africanum ingår i släktet Tricarpelema och familjen himmelsblomsväxter. Inga underarter finns listade.